# Gubernatorzy Tennessee
W haśle została przedstawiona lista gubernatorów amerykańskiego stanu Tennessee.
Kadencja gubernatora jest ograniczona przez konstytucję stanu Tennessee. Pierwszą konstytucję uchwalono w 1796 roku, w której ustanowiono dwuletnią kadencję gubernatora i ustalono warunek, by żadna osoba nie będzie mogła piastować stanowiska gubernatora przez więcej niż sześć lat w okresie ośmiu lat. Za sprawą poprawki do konstytucji, przyjętej w 1953 roku, kadencja urzędu została wydłużona do czterech lat, bez możliwości ubiegania się o kolejne. Na podstawie obowiązujących przepisów konstytucji stanowej zmienionej w 1978 roku, gubernator wybierany jest na czteroletnią kadencję, i może służyć nie dłużej niż przez dwie kolejne kadencje.
Według Tennessee Blue Book, stan Tennessee miał 49 gubernatorów, włącznie z obecnym Billem Haslamem. Ta lista nie uwzględnia Williama Blounta (territorial governor) lub Roberta L. Caruthersa (nigdy nie objął stanowiska), chociaż Blue Book zawiera ich obu w zestawieniu gubernatorów.

## Terytorium Południowo-Zachodnie
Obszar na południe od rzeki Ohio, powszechnie nazywane Terytorium Południowo-Zachodnim (Southwest Territory) utworzono w 1790 roku z terenów przekazanych rządowi Stanów Zjednoczonych przez Karolinę Północną. W 1796 roku terytorium, jako stan Tennessee, zostało przyznane Unii.
Partie
     Partia Demokratyczno-Republikańska
| # | Portret | Gubernator (rok urodzenia – rok śmierci) | Gubernator (rok urodzenia – rok śmierci) | Kadencja                         | Partia                      | Stan, w którym polityk się urodził | Zawód                      | Uwagi |
| - | ------- | ---------------------------------------- | ---------------------------------------- | -------------------------------- | --------------------------- | ---------------------------------- | -------------------------- | ----- |
| 1 |         |                                          | William Blount (1749–1800)               | 20 września 1790 – 30 marca 1796 | Demokratyczno-Republikańska | NC                                 | spekulant na rynku gruntów | [ a ] |

## Stan Tennessee
Partie
     Demokratyczno-Republikańska
     Demokratyczna
     Wigów
     Unionist/Military
     Republikańska
| #  | Portret | Gubernator (rok urodzenia – rok śmierci) | Gubernator (rok urodzenia – rok śmierci) | Kadencja                                    | Partia                      | Stan, w którym polityk się urodził | Zawód                                 | Uwagi |
| -- | ------- | ---------------------------------------- | ---------------------------------------- | ------------------------------------------- | --------------------------- | ---------------------------------- | ------------------------------------- | ----- |
| 1  |         |                                          | John Sevier (1745–1815)                  | 30 marca 1796 – 23 września 1801            | Demokratyczno-Republikańska | VA                                 | żołnierz, pionier                     |       |
| 2  |         |                                          | Archibald Roane (1760–1819)              | 23 września 1801 – 23 września 1803         | Demokratyczno-Republikańska | PA                                 | prawnik                               |       |
| 1  |         |                                          | John Sevier (1745–1815)                  | 23 września 1803 – 20 września 1809         | Demokratyczno-Republikańska | VA                                 | żołnierz, pionier                     |       |
| 3  |         |                                          | Willie Blount (1768–1835)                | 20 września 1809 – 27 września 1815         | Demokratyczno-Republikańska | NC                                 | prawnik, plantator                    |       |
| 4  |         |                                          | Joseph McMinn (1758–1824)                | 27 września 1815 – 1 października 1821      | Demokratyczno-Republikańska | PA                                 | handlowiec                            |       |
| 5  |         |                                          | William Carroll (1788–1844)              | 1 października 1821 – 1 października 1827   | Demokratyczno-Republikańska | PA                                 | handlowiec, żołnierz                  |       |
| 6  |         |                                          | Sam Houston (1793–1863)                  | 1 października 1827 – 16 kwietnia 1829      | Demokratyczno-Republikańska | VA                                 | prawnik                               |       |
| 7  |         |                                          | William Hall (1775–1856)                 | 16 kwietnia 1829 – 1 października 1829      | Demokratyczna               | NC                                 | plantator, żołnierz                   |       |
| 5  |         |                                          | William Carroll (1788–1844)              | 1 października 1829 – 12 października 1835  | Demokratyczna               | PA                                 | handlowiec, żołnierz                  |       |
| 8  |         |                                          | Newton Cannon (1781–1841)                | 12 października 1835 – 14 października 1839 | Wigów                       | NC                                 | plantator                             |       |
| 9  |         |                                          | James Polk (1795–1849)                   | 14 października 1839 – 15 października 1841 | Demokratyczna               | NC                                 | prawnik, prezydent                    |       |
| 10 |         |                                          | James C. Jones (1809–1859)               | 15 października 1841 – 14 października 1845 | Wigów                       | TN                                 | prawnik                               |       |
| 11 |         |                                          | Aaron V. Brown (1795–1859)               | 14 października 1845 – 17 października 1847 | Demokratyczna               | VA                                 | prawnik                               |       |
| 12 |         |                                          | Neill S. Brown (1810–1886)               | 17 października 1847 – 16 października 1849 | Wigów                       | TN                                 | prawnik                               |       |
| 13 |         |                                          | William Trousdale (1790–1872)            | 16 października 1849 – 16 października 1851 | Demokratyczna               | NC                                 | prawnik                               |       |
| 14 |         |                                          | William B. Campbell (1807–1867)          | 16 października 1851 – 17 października 1853 | Wigów                       | TN                                 | prawnik                               |       |
| 15 |         |                                          | Andrew Johnson (1808–1875)               | 17 października 1853 – 3 listopada 1857     | Demokratyczna               | NC                                 | krawiec, prezydent                    |       |
| 16 |         |                                          | Isham G. Harris (1818–1897)              | 3 listopada 1857 – 12 marca 1862            | Demokratyczna               | TN                                 | prawnik, senator Stanów Zjednoczonych | [ c ] |
| 15 |         |                                          | Andrew Johnson (1808–1875)               | 12 marca 1862 – 4 marca 1865                | Unionist/Military           | NC                                 | krawiec, prezydent                    |       |
| –  |         |                                          | Edward H. East (1830–1904)               | 4 marca 1865 – 5 kwietnia 1865              | Republikańska               | TN                                 | prawnik                               | [ d ] |
| 17 |         |                                          | William G. Brownlow (1805–1877)          | kwietnia 5 1865 – 25 lutego 1869            | Republikańska               | VA                                 | redaktor, pastor                      |       |
| 18 |         |                                          | Dewitt Clinton Senter (1830–1898)        | 25 lutego 1869 – 10 października 1871       | Republikańska               | TN                                 | prawnik                               |       |
| 19 |         |                                          | John C. Brown (1827–1889)                | 10 października 1871 – 18 stycznia 1875     | Demokratyczna               | TN                                 | prawnik                               |       |
| 20 |         |                                          | James D. Porter (1828–1912)              | 18 stycznia 1875 – 16 lutego 1879           | Demokratyczna               | TN                                 | prawnik, wychowawca                   |       |
| 21 |         |                                          | Albert S. Marks (1836–1891)              | 16 lutego 1879 – 17 stycznia 1881           | Demokratyczna               | KY                                 | prawnik, żołnierz                     |       |
| 22 |         |                                          | Alvin Hawkins (1821–1905)                | 17 stycznia 1881 – 15 stycznia 1883         | Republikańska               | KY                                 | prawnik, sędzia                       |       |
| 23 |         |                                          | William B. Bate (1826–1905)              | 15 stycznia 1883 – 17 stycznia 1887         | Demokratyczna               | TN                                 | prawnik, senator                      |       |
| 24 |         |                                          | Robert Love Taylor (1850–1912)           | 17 stycznia 1887 – 19 stycznia 1891         | Demokratyczna               | TN                                 | prawnik, senator                      |       |
| 25 |         |                                          | John P. Buchanan (1847–1930)             | 19 stycznia 1891 – 16 stycznia 1893         | Demokratyczna               | TN                                 | farmer                                |       |
| 26 |         |                                          | Peter Turney (1827–1903)                 | 16 stycznia 1893 – 21 stycznia 1897         | Demokratyczna               | TN                                 | prawnik, sędzia                       |       |
| 24 |         |                                          | Robert Love Taylor (1850–1912)           | 21 stycznia 1897 – 16 stycznia 1899         | Demokratyczna               | TN                                 | prawnik, senator                      |       |
| 27 |         |                                          | Benton McMillin (1845–1933)              | 16 stycznia 1899 – 19 stycznia 1903         | Demokratyczna               | KY                                 | prawnik, dyplomata                    |       |
| 28 |         |                                          | James B. Frazier (1856–1937)             | 19 stycznia 1903 – 21 marca 1905            | Demokratyczna               | TN                                 | prawnik, senator                      |       |
| 29 |         |                                          | John I. Cox (1855–1946)                  | 21 marca 1905 – 17 stycznia 1907            | Demokratyczna               | TN                                 | prawnik                               |       |
| 30 |         |                                          | Malcolm R. Patterson (1861–1935)         | 17 stycznia 1907 – 26 stycznia 1911         | Demokratyczna               | AL                                 | prawnik, sędzia                       |       |
| 31 |         |                                          | Ben W. Hooper (1870–1957)                | 26 stycznia 1911 – 17 stycznia 1915         | Republikańska               | TN                                 | prawnik                               |       |
| 32 |         |                                          | Thomas C. Rye (1863–1953)                | 17 stycznia 1915 – 15 stycznia 1919         | Demokratyczna               | TN                                 | prawnik, sędzia                       |       |
| 33 |         |                                          | Albert H. Roberts (1868–1946)            | 15 stycznia 1919 – 15 stycznia 1921         | Demokratyczna               | TN                                 | prawnik, sędzia                       |       |
| 34 |         |                                          | Alfred A. Taylor (1848–1931)             | 15 stycznia 1921 – 16 stycznia 1923         | Republikańska               | TN                                 | prawnik                               |       |
| 35 |         |                                          | Austin Peay (1876–1927)                  | 16 stycznia 1923 – 3 października 1927      | Demokratyczna               | KY                                 | prawnik                               | [ e ] |
| 36 |         |                                          | Henry Hollis Horton (1866–1934)          | 3 października 1927 – 17 stycznia 1933      | Demokratyczna               | AL                                 | prawnik, farmer                       |       |
| 37 |         |                                          | Hill McAlister (1875–1959)               | 17 stycznia 1933 – 15 stycznia 1937         | Demokratyczna               | TN                                 | prawnik                               |       |
| 38 |         |                                          | Gordon Browning (1889–1976)              | 15 stycznia 1937 – 16 stycznia 1939         | Demokratyczna               | TN                                 | prawnik, sędzia                       |       |
| 39 |         |                                          | Prentice Cooper (1895–1969)              | 16 stycznia 1939 – 16 stycznia 1945         | Demokratyczna               | TN                                 | prawnik                               |       |
| 40 |         |                                          | Jim Nance McCord (1879–1968)             | 16 stycznia 1945 – 16 stycznia 1949         | Demokratyczna               | TN                                 | redaktor                              |       |
| 38 |         |                                          | Gordon Browning (1889–1976)              | 16 stycznia 1949 – 15 stycznia 1953         | Demokratyczna               | TN                                 | prawnik, sędzia                       |       |
| 41 |         |                                          | Frank G. Clement (1920–1969)             | 15 stycznia 1953 – 19 stycznia 1959         | Demokratyczna               | TN                                 | prawnik                               |       |
| 42 |         |                                          | Buford Ellington (1907–1972)             | 19 stycznia 1959 – 15 stycznia 1963         | Demokratyczna               | MS                                 | farmer                                |       |
| 41 |         |                                          | Frank G. Clement (1920–1969)             | 15 stycznia 1963 – 16 stycznia 1967         | Demokratyczna               | TN                                 | prawnik                               |       |
| 42 |         |                                          | Buford Ellington (1907–1972)             | 16 stycznia 1967 – 16 stycznia 1971         | Demokratyczna               | MS                                 | farmer                                |       |
| 43 |         |                                          | Winfield Dunn (1927–2024)                | 16 stycznia 1971 – 18 stycznia 1975         | Republikańska               | MS                                 | dentysta                              |       |
| 44 |         |                                          | Ray Blanton (1930–1996)                  | 18 stycznia 1975 – 17 stycznia 1979         | Demokratyczna               | TN                                 | farmer, przedsiębiorca                |       |
| 45 |         |                                          | Lamar Alexander (1940–)                  | 17 stycznia 1979 – 17 stycznia 1987         | Republikańska               | TN                                 | prawnik, senator                      |       |
| 46 |         |                                          | Ned McWherter (1930–2011)                | 17 stycznia 1987 – 21 stycznia 1995         | Demokratyczna               | TN                                 | przedsiębiorca                        |       |
| 47 |         |                                          | Don Sundquist (1936–)                    | 21 stycznia 1995 – 18 stycznia 2003         | Republikańska               | IL                                 | przedsiębiorca                        |       |
| 48 |         |                                          | Phil Bredesen (1943–)                    | 18 stycznia 2003 – 15 stycznia 2011         | Demokratyczna               | NJ                                 | przedsiębiorca                        |       |
| 49 |         |                                          | Bill Haslam (1958–)                      | 15 stycznia 2011 – 19 stycznia 2019         | Republikańska               | TN                                 | przedsiębiorca                        |       |
| 50 |         |                                          | Bill Lee (1959–)                         | 19 stycznia 2019 – nadal                    | Republikańska               | TN                                 | przedsiębiorca                        |       |

## Inne stanowiska objęte przez gubernatorów
Wszyscy wpisani poniżej senatorowie i członkowie Izby Reprezentantów reprezentowali stan Tennessee z wyłączeniem tych zaznaczonych. (*) oznacza te stanowiska, z których gubernator zrezygnował.
| Gubernator           | Kadencja gubernatorska  | Kongres    | Kongres | Inne stanowiska |
| Gubernator           | Kadencja gubernatorska  | Izba Repr. | Senat   | Inne stanowiska |
| -------------------- | ----------------------- | ---------- | ------- | --- |
| William Blount       | 1790–1796 (territorial) |            | S       | kontynentalny kongresmen z Karoliny Północnej                                                                           |
| John Sevier          | 1796–1801 1803–1809     | IR         |         | Przedstawiciel Izby Reprezentantów z Karoliny Północnej; gubernator State of Franklin (istniejącego w latach 1784–1788) |
| Sam Houston          | 1827–1829               | IR         |         | prezydent Republiki Teksasu; senator z Teksasu; gubernator Teksasu                                                      |
| William Hall         | 1829                    | IR         |         | |
| Newton Cannon        | 1835–1839               | IR         |         | |
| James Polk           | 1839–1841               | IR         |         | 11. prezydent Stanów Zjednoczonych                                                                                      |
| James C. Jones       | 1841–1845               |            | S       | |
| Aaron V. Brown       | 1845–1847               | IR         |         | poczmistrz generalny Stanów Zjednoczonych                                                                               |
| Neill S. Brown       | 1847–1849               |            |         | ambasador Stanów Zjednoczonych w Rosji                                                                                  |
| William Trousdale    | 1849–1851               |            |         | ambasador Stanów Zjednoczonych w Brazylii                                                                               |
| William B. Campbell  | 1851–1853               | IR         |         | |
| Andrew Johnson       | 1853–1857 1862–1865     | IR         | S       | 17. prezydent Stanów Zjednoczonych; 16. wiceprezydent Stanów Zjednoczonych                                              |
| Isham G. Harris      | 1857–1862               | IR         | S       | |
| William G. Brownlow  | 1865–1869               |            | S       | |
| James D. Porter      | 1875–1879               |            |         | ambasador Stanów Zjednoczonych w Chile                                                                                  |
| William B. Bate      | 1883–1887               |            | S       | |
| Robert Love Taylor   | 1897–1899               | IR         | S       | |
| Benton McMillin      | 1899–1903               | IR         |         | ambasador Stanów Zjednoczonych w Peru; ambasador Stanów Zjednoczonych w Gwatemali                                       |
| James B. Frazier     | 1903–1905               |            | S*      | |
| Malcolm R. Patterson | 1907–1911               | IR         |         | |
| Alfred A. Taylor     | 1921–1923               | IR         |         | |
| Gordon Browning      | 1937–1939 1949–1953     | IR         |         | |
| Prentice Cooper      | 1939–1945               |            |         | ambasador Stanów Zjednoczonych w Peru                                                                                   |
| Jim Nance McCord     | 1945–1949               | IR         |         | |
| Ray Blanton          | 1975–1979               | IR         |         | |
| Lamar Alexander      | 1979–1987               |            | S       | sekretarz edukacji Stanów Zjednoczonych                                                                                 |
| Don Sundquist        | 1995–2003               | IR         |         | |